# ARP Angostura (R-5)
El ARP Angostura (R-5), ex USS YTL-211, es un remolcador de la marina de guerra de Paraguay en servicio desde 1965.
Fue construido en 1942 por el astillero Robert Jacbo Inc. de City Island, Nueva York. Fue transferido en arriendo a Paraguay en 1965 y vendido definitivamente en 1977. Al promediar 2011 permanecía en servicio.
Tiene 70 t de desplazamiento, 19,8 m de eslora, 5 m de manga y 2,3 m de calado. Tiene un motor Caterpillar y llega a los 9 nudos.